# Heliomaster
Heliomaster – rodzaj ptaków z podrodziny kolibrów (Trochilinae) w rodzinie kolibrowatych (Trochilidae).

## Zasięg występowania
Rodzaj obejmuje gatunki występujące w Ameryce (Meksyk, Belize, Gwatemala, Salwador, Honduras, Nikaragua, Kostaryka, Panama, Kolumbia, Wenezuela, Gujana, Surinam, Gujana Francuska, Brazylia, Ekwador, Peru, Boliwia, Paragwaj, Argentyna i Urugwaj).

## Morfologia
Długość ciała 11–13 cm; masa ciała 5–8,1 g.

## Systematyka

### Etymologia
- Heliomaster: gr. ἡλιος hēlios „słońce”; μαστηρ mastēr, μαστηρος mastēros „poszukiwacz”, od μαιομαι maiomai „wyszukać”[10].
- Calliperidia: gr. καλλος kallos „piękno”, od καλος kalos „piękny”; πηριδιον pēridion „sakiewka, woreczek”, od zdrobnienia πηρα pēra „torba, sakwa”[11]. Gatunek typowy: Ornismya angelae Lesson, 1835 (= Trochilus furcifer Shaw, 1812).
- Lepidothorax: gr. λεπις lepis, λεπιδος lepidos „łuska” od λεπω lepō „łuszczyć się”; θωραξ thōrax, θωρακος thōrakos „pancerz, klatka piersiowa”[12]. Nomen nudum.
- Lepidolarynx: gr. λεπις lepis, λεπιδος lepidos „łuska” od λεπω lepō „łuszczyć się”; λαρυγξ larunx, λαρυγγος larungos „krtań, gardło”[13]. Gatunek typowy: Trochilus mesoleucus Temminck, 1824 (= Trochilus squamosus Temminck, 1823).
- Callipedia: gr. καλλιπαις kallipais, καλλιπαιδος kallipaidos „piękne dziecko”, od καλλος kallos „piękno”, od καλος kalos „piękny”; παις pais, παιδος paidos „dziecko”[14]. Gatunek typowy: Trochilus furcifer Shaw, 1812.
- Floricola: łac. flos, floris „kwiat”; -cola „mieszkaniec”, od colere „zamieszkiwać”[15]. Gatunek typowy: Trochilus longirostris Audebert & Vieillot, 1801; młodszy homonim Floricola Gistel, 1847 (Coleoptera).
- Anthoscenus: gr. ανθος anthos „kwiat”; σκηνη skēnē, σκηνης skēnēs „dom, namiot”[16]. Nowa nazwa dla Floricola Elliot, 1879.

### Podział systematyczny
Do rodzaju należą następujące gatunki:
- Heliomaster constantii (De Lattre, 1843) – aksamitek białowąsy
- Heliomaster longirostris (Audebert & Vieillot, 1801) – aksamitek długodzioby
- Heliomaster squamosus (Temminck, 1823) – aksamitek łuskowany
- Heliomaster furcifer (Shaw, 1812) – aksamitek brodaty